# Polytrichastrum ohioense
Polytrichastrum ohioense là một loài Rêu trong họ Polytrichaceae. Loài này được (Renauld & Cardot) G.L. Sm. miêu tả khoa học đầu tiên năm 1971.